# Eagleville (Mineral County, Nevada)
Eagleville ist eine Geisterstadt im Mineral County in Nevada, USA. Ihre Gründung geht auf Albert A. Woodruff zurück, der die Eagleville Mining Company gründete.

## Geschichte
Ihren Ursprung nahm die Geschichte Eaglevilles mit ersten Entdeckungen von Gold durch Albert A. Woodruff in 1882. Zwei Jahre später wurde mit den Minenarbeiten begonnen und Ende des Jahrzehnts entwickelte sich ein Wohnlager.
Von 1889 bis 1913 verfügte die Ortschaft über ein Postamt.
Nachdem der nahegelegene Boom der Ortschaft Rawhide geendet hatte, starb Eagleville still und heimlich. Heute findet man dort noch Felsenruinen, Erzbehälter, Fördergerüste und Minen.